# 강산에
강산에(1963년 11월 3일 ~ )는 대한민국의 포크 록 가수이다. 1986년 언더그라운드 라이브 클럽에서 가수로 첫 데뷔하였고 1993년 솔로 1집 음반을 발표하여 가요 분야에 정식 데뷔하였다.

## 학력
- 부곡중학교
- 동래고등학교 졸업 (1982)
- 경희대학교 한의예과 (82학번) 중퇴

## 연예 활동
1992년 1집 앨범 《강산에 Vol.0》로 데뷔했다. 1994년 2집을 내고 〈넌 할 수 있어〉로 한층 대중적인 인기를 얻었고, 1996년에 발표한 3집 《삐따기》 때부터 일본인 기타 연주자 하찌가 기타와 프로듀싱을 맡는 등 함께 작업을 해 왔다. 2001년에는 대학로 라이브 극장에서 6일 동안 '강산에 소풍가자'라는 제목으로 공연을 했다.
2005년 재일 한국인 2세인 겐 마사유키 감독의 다큐멘터리 영화 《샤우트 오브 아시아》에 주연으로 출연했다. 2006년 8월 15일 광복절에 북한에서 진행된 남북 평화 기원 콘서트 때 무대에 섰다.
2009년에 MBC 스페셜에서 곰배령 사람들의 내레이션을 맡았고, 2009년 10월 23일 홍대 브이홀에서 인권 콘서트 '내 친구의 집은 어디인가'를 열었다.
2010년 2월 5일에는 대한민국 역사상 최초로 트위텁 게릴라 콘서트를 열어 화제가 되었다. 2월 4일 2시 26분에 기습적으로 공개된 장소는 인사동 쌈지길이다. 2010년 2월 26일 홍대 앞 브이홀에서 어쿠스틱 레인보우 콘서트를 가졌고 MBC 노조의 파업 중 2010년 4월 14일 여의도 MBC 사옥에서 열린 'MBC 지키기 1만인 촛불문화제'에 참석해서 공연했다.

## 음반 목록
- 《강산에 Vol.0》(1992년) - 라구요, 예럴랄라, 할아버지와 수박
- 《나는 사춘기》 (1994년) - 넌 할 수 있어
- 《삐따기》 (1996년 7월) - 태극기
- 《The Essence》 (베스트 앨범) (1997년 10월)
- 《연어》 (1998년 4월) - 거꾸로 강물을 거슬러오르는 저 힘찬 연어들처럼 (드라마 카이스트 삽입곡)
- 《하루아침》 (4.5집) (1999년 4월) - 하루아침
- 《소풍가자 Best Live》 (2001년 4월)
- 《Vol.6 강영걸》 (2002년 10월) - 와그라노
- 《물수건》 (2008년)
- 《Kiss》 (2011년 4월)

## 영화
- 1994년 《너에게 나를 보낸다》 ... 음악부분
- 2004년 《해피 선데이》 ... 183회 불후의 명곡 48대 선생님 역
- 2005년 《샤우트 오브 아시아》 ... 주연
- 2011년 《평양성》 ... 음악부분
- 2011년 《핑크》 ... 방랑객 역
- 2013년 《콘돌은 날아간다》 ... 음악부분
- 2016년 《삼례》 ... 라이브 가수 역 (우정출연)
- 2016년 《춘몽》 ... 점쟁이 역 (특별출연)
- 2016년 《우리 손자 베스트》 ... 음악부분 (우정출연)

## 수상
- 2018년 제9회 대한민국 대중문화예술상 국무총리 표창